# Champier
Champier – miejscowość i gmina we Francji, w regionie Owernia-Rodan-Alpy, w departamencie Isère.
Według danych na rok 1990 gminę zamieszkiwały 873 osoby, a gęstość zaludnienia wynosiła 60 osób/km² (wśród 2880 gmin regionu Rodan-Alpy Champier plasuje się na 854. miejscu pod względem liczby ludności, natomiast pod względem powierzchni na miejscu 803.).